# Геодезична референцна система
Геодези́чна рефере́нцна система (ГРС) — сукупність параметрів, що використовуються для перетворення референц-еліпсоїда у локальні географічні координати.
Розташування будь-якого географічного об'єкту на планеті може бути визначене за допомогою географічних координат. Однак вони мають однозначність лише коли повністю визначена ГРС, до якої ці координати відносять. ГРС складається з двох основних компонентів:
- поверхня відносності (datum);
- система координат (coordinate system).

Існує велика різноманітність ГРС і у кожній з них географічні координати одного об'єкта будуть відрізнятись. Для точного визначення координат потрібно знати до якої саме ГРС вони відносяться і, за необхідності, мати також параметри зв'язку між різними ГРС.
Поверхня відносності включає в себе параметри референц-еліпсоїда, його положення щодо центру маси Землі та його орієнтацію у тілі планети. За звичай для кожної країни існує свій референц-еліпсоїд та окрема картографічна проєкція, яку обирають заради зменшення спотворень території.
Визначення вертикальної поверхні відносності залежить від початку відліку висот, для встановлення якого використовують збіг середнього рівня моря із поверхнею геоїда. В основному використовуються 3 типи висот:
- ортометричний;
- нормальний;
- геодезичний.

Іноді горизонтальні та вертикальні компоненти визначення розташування географічного об'єкта відносяться до різних ГРС — так утворюється комбінована ГРС. Вона включає в себе компоненти ГРС та вертикальної референцної системи.
ГРС координат та регіональні гравітаційні моделі широко застосовуються на практиці ведення топографо-геодезичних робіт. Ще у 1950-их роках для створюваних систем просторової інформації, спільних навігаційних систем та реалізації глобальних проектів необхідним кроком стало об'єднання класичних ГРС. Першою об'єднаною системою координат у Європі стала квазігеоцентрична система ED50 (European Datum 50). 1987 року було завершено створення нової єдиної геодезичної мережі, параметри якої було визначено на основі класичних наземних та супутникових спостережень. Нову ED87 систему так і не вдалося реалізувати, оскільки того ж року була узгоджена вже зовсім інша концепція об'єднаної системи координат, яка отримала назву EUREF. Було прийнято, що вона має опиратися на вибрані супутникові станції міжнародної земної референцної системи ITRF. Загальноєвропейську систему було названо ETRS, а практичну реалізацію системи, яка отримала пізніше назву ETRF, розпочато 1989 року, через що вона була перейменована у ETRS89.
У наступні роки, особливо після розпаду СРСР та переорієнтації східноєвропейських країн на структури Євросоюзу, на території Європи були організовані чисельні кампанії EUREF зі згущення мережі. Основною їх метою було адаптування національних ГРС у відповідність з вимогами загальноєвропейської ETRS89, що стало фактичною реалізацією цієї системи у національних масштабах. У той же час загальноземна ГРС, яка була реалізована сучасними супутниковими технологіями, не може замінити існуючі ГРС, наприклад, відомої у нас системи координат 1942 року (СК42), оскільки вона є геоцентричною, а, отже, координати цієї системи будуть відрізнятися від координат ГРС до сотні і більше метрів.
Проблеми створення та розвитку систем відліку, в тому числі систем координат, вирішували і учені астрономи і геодезисти України: Ф.М.Красовський, О.Ізотов, Л.Пеллінен, С.Судаков, В.Морозов, М.Машімов, Г.Єфімов, К.Насретдінов, Я.Яцків, А.Островський, І.Тревого, Ю. Карпінський, А.Бондар, П.Романишин, І.Заєць, Б.Лепетюк, О.Кучер та інші.
1997 року вперше була запропонована концепція Європейської вертикальної системи, а 2000 року затверджено основні її принципи. На сьогоднішній час вона представляє собою добре узгоджену геометрично-фізичну референцну систему висот, зв'язаних з гравітаційним полем Землі. Як наслідок була створена Європейська вертикальна референцна система EVRF2000. Європейська модель гравіметричного квазігеоїда EGG97, яка була розроблена 1997 року, знайшла пряме практичне використання при перетворенні геодезичних висот, отриманих із GPS-спостережень, до висот, пов'язаних з гравітаційним полем Землі для застосування в задачах геодезії, геофізики тощо.
Чималий внесок до теорії та практики побудови вертикальної системи відліку та висотної складової референцної системи координат внесли вітчизняні учені: П.Павлів, О.Марченко, П.Двуліт, К.Третяк, М.Юркіна, В.Бровар, В.Єремеєв, І.Мещерський, Г.Дем'янов.
ГРС, що створювалися класичними геодезичними технологіями, не можуть забезпечити на належному рівні точності переходу до загальноземних референцних систем, чи навпаки, через різні технології їх отримання. Традиційна задача визначення параметрів трансформування між різними ГРС за заданими в кожній системі положеннями однойменних фізичних точок стосовно території України не може бути безпосередньо розв'язана з належною для геодезії точністю. Проблемами для такого розв'язання є:
- недостатня кількість спільних пунктів, координати яких відомі у двох ГРС;
- точне визначення висотної складової вектора положення для існуючої системи координат.

Проте основна причина безпосередньо пов'язана із невідповідністю систем координат, що використовуються у супутникових визначеннях і тих, що традиційно склалися за попередні десятиліття, та різними параметрами двох технологій визначення розташування пунктів геодезичної мережі.